# Jean Aubouin
Jean-Armand Aubouin (* 5. Mai 1928 in Évreux, Département Eure; † 19. Dezember 2020 in Nizza, Département Alpes-Maritimes), häufig als Jean Aubouin zitiert, war ein französischer Geologe und Ozeanograph.

## Leben
Aubouin absolvierte nach dem Abschluss am Lycée Buffon die Vorbereitungsklassen am Lycée Saint-Louis. 1948 trat er in die École normale supérieure in Saint-Cloud ein, wo er 1952 die Agrégation bestand. Im selben Jahr wurde er als Assistent an die wissenschaftliche Fakultät der Sorbonne nach Paris berufen, wo er ab 1956 die Arbeitsstudien leitete. 1958 verteidigte er seine Dissertation mit dem Titel Contribution à l’étude géologique de la Grèce septentrionale: les confins de l’épire et de la Thessalie, die im folgenden Jahr in den Annales géologiques des pays helléniques veröffentlicht wurde.
1959 war er Dozent und 1961 Professor an der Sorbonne sowie von 1969 bis 1991 an der Universität Pierre und Marie Curie (Paris VI).
Zwischen 1960 und 1991 leitete Aubouin Forschungsarbeiten über den italo-dinarischen Komplex (Griechenland, Ex-Jugoslawien, Albanien und Oberitalien), die Amerikanischen Kordilleren (1986) und den Westpazifik (Japan). Da er sich teilweise der Ozeanographie zuwandte, nahm er zwischen 1970 und 1980 an Expeditionen im Mittelmeer (Ägäischer Inselbogen) sowie im West- und Ostpazifik (mittelamerikanische, japanische und tongaische Gräben) teil. Er organisierte mehrere Kolloquien, u. a. zu den Dinariden (1960, 1970), den Anden (1973), den ägäischen Regionen (1975), den mafisch-ultramafischen Intrusionen (1977), den aus der Tethys entstandenen Alpenketten (1980) sowie über die Evolution der Tethys (1986). Darüber hinaus befasste er sich mit der Geologie der Gebirgsketten in der Provence, den Ostalpen, dem Apennin, den Helleniden, dem japanischen Inselbogen und anderen Regionen.
Die Aspekte der Energie-, Mineral- und Wasserressourcen sowie Naturgefahren waren ebenfalls Gegenstand seiner Forschung. Seine wissenschaftliche Karriere bewegte sich an der Schnittstelle zwischen dem geosynklinalen und dem ozeanischen Paradigma. Das Konzept der Geosynklinale zur Erklärung der Entstehung von Gebirgsketten entstand im 19. Jahrhundert. Aubouin eliminierte die verschiedenen Varianten von Geosynklinalen, die von unterschiedlichen Autoren geprägt wurden, um nur die Orthogeosynklinalen zu erhalten, die er schlicht Geosynklinale nannte.
Letztere umfassen die Eugeosynklinale, in denen Ophiolithe entstehen, und die Miogeosynklinale ohne Ophiolithe, die er als Geosynklinalpaar definierte. In seinen Artikeln aus den Jahren 1959 und 1961 konstruierte er daraus ein Modell, das er auf alle Gebirgsketten übertragen hatte. 1965 erschien darüber ein 335 Seiten umfassendes Werk mit dem Titel Geosynclines zeitgleich mit den grundlegenden Artikeln zur Plattentektonik. In den frühen 1970er Jahren, als die Geosynklinale in die Wissenschaftsgeschichte eingingen, versuchte er, die Konzepte Geosynklinale und Plattentektonik miteinander in Einklang zu bringen.
Aubouin bekleidete wichtige Ämter in zahlreichen französischen und internationalen wissenschaftlichen Gremien, darunter den Vorsitz während des 26. Internationalen Geologenkongresses, der 1980 in Paris stattfand, und von 1984 bis 1992 als Präsident der Kommission für die geologische Weltkarte der UNESCO. Am 20. Februar 1978 wurde er zum Korrespondenten der Académie des sciences und am 16. November 1981 zum Mitglied der Sektion für die Universalwissenschaften (Sciences de l’Univers) gewählt. Von 1989 bis 1990 fungierte er als Präsident der Akademie. 1989 war er Präsident des Institut de France.
Aubouin wurde mit zahlreichen Preisen und Auszeichnungen geehrt, darunter von der Société géologique de France mit dem Prix Viquesnel (1962) und mit dem Prix Gaudry (1990).
Er unterhielt besondere Beziehungen zur Universität Genf und zur Société de physique et d'histoire naturelle de Genève. Anlässlich der Gedenksitzung zum 200-jährigen Bestehen der Gesellschaft ernannte ihn der Präsident Marc Vuagnat am 4. Oktober 1990 zum Ehrenmitglied. Zudem war er Mitglied von sieben ausländischen Akademien, der Accademia Nazionale dei Lincei (1974), der Akademie von Athen (1980), der Russischen Akademie der Wissenschaften (1976), der Kroatischen Akademie der Wissenschaften und Künste (1990), der Albanischen Akademie der Wissenschaften (2000), der Académie royale des Sciences, des Lettres et des Beaux-Arts de Belgique (1994), in der Deutschen Akademie der Naturforscher Leopoldina (1995) sowie Gründungsmitglied der Academia Europaea (1988).
Ende der 1960er Jahre avancierte die Schrift Précis de Géologie zu einer Standardreferenz für französische Geologiestudenten. Das in Zusammenarbeit mit Robert Brousse und Jean-Pierre Lehman erstellte Werk umfasst die drei Bände 1: Pétrologie, 2: Paléontologie, stratigraphie und 3: Tectonique, tectonophysique, morphologie. Während in der ersten Auflage von 1968 nur die Geosynklinale als Ursprung der Gebirgsketten erwähnt werden, ist in der dritten Auflage (1975) zwar noch immer von Geosynklinalen die Rede, jedoch werden auch die Geologie der Ozeane und die Plattentektonik angesprochen. 1969 erschien Manuel de travaux pratiques de cartographie (in Zusammenarbeit mit Jean Dercourt und Bernard Labesse).